# بات‌هول سرفرز
بات‌هول سرفرز (به انگلیسی: Butthole Surfers) گروه راک آمریکایی است که در سال ۱۹۸۱ توسط Gibby Haynes و Paul Leary در سن آنتونیو، تگزاس تشکیل شد. ترکیب اعضای این گروه تاکنون تغییرات زیادی داشته، اما ترکیب اعضای اولیه آن متشکل از Haynes، Leary و درامر گروه، کینگ کافی عمدتاً از سال ۱۹۸۳ تا به امروز ثابت بوده است. Teresa Nervosa در سال‌های ۱۹۸۳ تا ۱۹۸۵، ۱۹۸۶ تا ۸۹ و سال ۲۰۰۹، به عنوان یک درامر پشتیبان برای گروه فعالیت کرد. گروه همچنین تعدادی نوازنده گیتار بیس هم داشت که از جمله قابل ذکرترین آنها می‌توان به Bill Jolly و Jeff Pinkus اشاره کرد. این گروه که در محفل هاردکور پانک دهه ۱۹۸۰ ریشه دارد، خیلی سریع بابت اجراهای زنده آشفته و درهم و برهم، کمدی سیاه، و موسیقی حاوی عناصری همچون سایکدلیا، نویز، پانک و بعدها الکترونیکا و همین‌طور دستکاری صوتی و مونتاژ نوار به شهرت رسید.